# Gregor Spuhler
Gregor Spuhler (geboren 1963 in Laufenburg AG) ist ein Schweizer Historiker.

## Leben
Gregor Spuhler studierte Geschichte und Germanistik in Basel und Göttingen. Nach einem Forschungsprojekt zur Geschichte von Frauenfeld war er von 1997 bis 2001 einer der Projektleiter bei der Unabhängigen Expertenkommission Schweiz – Zweiter Weltkrieg und Co-Autor der von ihr herausgegebenen Bergier-Berichte, unter anderem des Flüchtlingsberichts. Danach war er bis 2007 Assistent für Neuere Allgemeine Geschichte am Historischen Seminar der Universität Basel und übernahm danach die Leitung des Archivs für Zeitgeschichte (AfZ) an der ETH Zürich.
Spuhler verfasste zahlreiche Ortsartikel im Historischen Lexikon der Schweiz.

## Schriften (Auswahl)
- Der Fall Wilkomirski als Herausforderung für die Oral History, in: Konrad J. Kuhn, Katrin Sontag, Walter Leimgruber (Hrsg.): Lebenskunst : Erkundungen zu Biographie, Lebenswelt und Erinnerung : Festschrift für Jacques Picard. Köln : Böhlau, 2017 ISBN 978-3-412-50755-8, S. 540–549
- Gerettet – zerbrochen. Das Leben des jüdischen Flüchtlings Rolf Merzbacher zwischen Verfolgung, Psychiatrie und Wiedergutmachung. Chronos, Zürich 2011, ISBN 978-3-0340-1064-1.
- mit Sibylle Brändli, Barbara Lüthi (Hrsg.): Zum Fall machen, zum Fall werden. Wissensproduktion und Patientenerfahrung in Medizin und Psychiatrie des 19. und 20. Jahrhunderts. Campus-Verlag, Frankfurt 2009, ISBN 978-3-593-38864-9.
- mit Barbara Bonhage, Peter Gautschi, Jan Hodel: Hinschauen und Nachfragen. Die Schweiz und die Zeit des Nationalsozialismus im Licht aktueller Fragen. Zürich 2006, ISBN 3-03713-058-X.
- Wiedergutmachung ohne Unrecht. Die Aufarbeitung der Epoche des Nationalsozialismus in der Schweiz. In: Zeitgeschichte. Vol. 31, H. 4 (2004), S. 242–258.
- Mitautor: Die Schweiz, der Nationalsozialismus und der Zweite Weltkrieg. Schlussbericht der Unabhängigen Expertenkommission Schweiz – Zweiter Weltkrieg. Pendo, Zürich 2002, ISBN 3-85842-601-6.
- mit U. Jud, P. Melichar, D. Wildmann: «Arisierungen» in Österreich und ihre Bezüge zur Schweiz. Chronos, Zürich 2002, ISBN 3-0340-0620-9. (Unabhängige Expertenkommission Schweiz – Zweiter Weltkrieg / Commission Indépendante d’Experts Suisse – Seconde Guerre Mondiale 20)
- mit Jean-François Bergier, Valérie Boillat: Die Schweiz und die Flüchtlinge zur Zeit des Nationalsozialismus. Unabhängige Expertenkomm. Schweiz – Zweiter Weltkrieg, Bern 1999, ISBN 3-908661-04-8.
- mit Beat Gnädinger: Frauenfeld. Geschichte einer Stadt im 19. und 20. Jahrhundert. Huber, Frauenfeld 1996, ISBN 3-7193-1115-5.
- Hrsg. und Beiträge: Vielstimmiges Gedächtnis: Beiträge zur Oral History. Chronos, Zürich 1994, ISBN 3-905311-45-3. (Hrsg. v. Arbeitsgemeinschaft zur Oral History)